# دانشگاه یاسوج

آرم دانشگاه یاسوج

دانشگاه یاسوج (Yasouj University)، یا به اختصار (به انگلیسی: "YU")، یک دانشگاه دولتی در شهر یاسوج است که بزرگ‌ترین و معتبرترین مرکز آموزش عالی استان کهگیلویه و بویراحمد محسوب می‌شود. این دانشگاه هم‌اکنون دارای ۵ دانشکده، ۲ پردیس، ۳۰۰ عضو هیئت علمی و بیش از ۷ هزار دانشجو است. هم‌اکنون دانشگاه یاسوج در ۳۱ رشته کارشناسی، ۵۲ رشته کارشناسی ارشد و ۲۲ رشته دکتری پذیرش دانشجو دارد.
بر اساس اعلام ISC دانشگاه یاسوج رتبه ۷ را در بین دانشگاه‌های جامع به لحاظ آموزشی به خود اختصاص داده است. رتبه مطلق دانشگاه در بین دانشگاه‌های جامع کشور ۲۳ ارزیابی شده‌است. همچنین دانشگاه یاسوج به دانشگاه بین‌المللی ارتقا یافت و در سال ۱۴۰۱ اولین دانشجویان بین‌الملل در این دانشگاه مشغول به تحصیل شدند.
طبق رتبه‌بندی سال ۲۰۲۰ بین‌المللی «گرین متریک» دانشگاه یاسوج موفق به کسب رتبه ۳۶۴ در دنیا و کسب رتبه ۱۰ در کشور ایران شد.
دانشگاه یاسوج در رتبه‌بندی دانشگاه‌های آسیایی QS 2023 در رتبه ۴۰۱–۴۵۰ قرار گرفته‌است.همچنین در رتبه‌بندی دانشگاه‌های آسیایی THE رتبه ۳۰۱–۳۵۰ را کسب کرده‌است.
طبق گزارش رنکینگ بین‌المللی تایمز (Times)، سال ۲۰۲۰ دانشگاه یاسوج رتبه ۴۰۰–۳۰۱ دانشگاه‌های برتر «جهان» در شاخه «مهندسی و تکنولوژی» را کسب کرد.  همچنین در رتبه‌بندی سال ۲۰۲۰ دانشگاه‌های برتر آسیا که توسط مؤسسه علم سنجی تایمز انجام شده‌است تعداد ۵ دانشگاه ایرانی در بین ۱۰۰ دانشگاه برتر آسیا قرار گرفتند که در بین دانشگاه‌های جامع «رتبه اول» به دانشگاه یاسوج تعلق گرفت. در این رتبه‌بندی نوشیروانی بابل، صنعتی شریف، صنعتی امیرکبیر، علم و صنعت ایران و دانشگاه یاسوج مقام‌های اول تا پنجم برترین دانشگاه‌های ایرانی را کسب کردند که هر چهار دانشگاهی که بالاتر از دانشگاه یاسوج قرار گرفتند در گروه دانشگاه‌های صنعتی کشور هستند.  
قابل ذکر است بر اساس رتبه‌بندی تایمز در سال ۲۰۲۳ دانشگاه یاسوج در جمع برترین دانشگاه‌های جوان دنیا قرار گرفت.

## تاریخچه
این دانشگاه در سال ۱۳۶۲ فعالیت خود را تحت نام آموزشکده فنی وابسته به دانشگاه شیراز با پذیرش دانشجو در دو رشته عمران روستایی و مکانیک (گرایش جوشکاری) در مقطع کاردانی آغاز کرد.
تا سال ۱۳۷۱ سالانه ۱۰۰ نفر دانشجو در این آموزشکده پذیرش می‌شدند که مجموع آمار دانشجویان هر سال تحصیلی حدود ۲۵۰ نفر بوده‌است و هر سال حدود ۷۰ نفر فارغ‌التحصیل داشته‌است که مجموعاً تا سال ۱۳۷۱ حدود ۶۰۰ نفر فارغ‌التحصیل گردیده‌اند.
از سال ۱۳۷۲ این آموزشکده با اضافه شدن آموزشکده کشاورزی تبدیل به مجتمع آموزش عالی یاسوج وابسته به دانشگاه شیراز گردید و در سال ۱۳۷۳ در رشته‌های کاردانی مکانیک گرایش تأسیسات آبرسانی و گاز رسانی و عمران گرایش زیرسازی راه پذیرش دانشجو صورت گرفت.
پس از آن در سال ۱۳۷۴ تبدیل وضعیت این مجتمع به دانشگاه در شورای گسترش آموزش عالی مورد موافقت اصولی قرار گرفت و سرانجام در سال ۱۳۷۵ این مجتمع فعالیت خود را به‌طور مستقل از دانشگاه شیراز ادامه داد. سپس به منظور رشد، تعالی و توسعه آموزش عالی در منطقه واستان تلاش‌های فراوانی صورت گرفت تا اینکه در تاریخ ۱ خرداد ۱۳۷۸ تبدیل وضعیت قطعی مجتمع آموزش عالی به تصویب رسید و سرانجام در خردادماه ۱۳۷۹ به وسیلهٔ وزیر وقت علوم، تحقیقات و فناوری رسماً به دانشگاه یاسوج ارتقا یافت.
پس از تبدیل وضعیت، دانشگاه یاسوج با سه دانشکده علوم پایه، فنی و مهندسی، و کشاورزی، چند گروه آموزشی و یک واحد دبیرستان و مرکز پیش دانشگاهی وابسته به دانشگاه به فعالیت علمی، تحقیقاتی و آموزشی خود ادامه داد و هم‌اکنون این دانشگاه با شش دانشکده (فنی و مهندسی-علوم انسانی-کشاورزی-علوم پایه-صنعت نفت گچساران-صنعت و معدن چرام) و سه پژوهشکده منابع طبیعی و محیط زیست - گیاهان دارویی و اسانس دار و مطالعات اجتماعی و زبان شناختی بومی و یک دبیرستان و مرکز پیش دانشگاهی وابسته به دانشگاه، ۲۲ گروه آموزشی (۵۰ کدرشته تحصیلی در مقاطع کاردانی و کارشناسی در سه دوره روزانه، نوبت دوم و نیمه حضوری و ۱۲۰کدرشته کارشناسی ارشد و ۴۰کدرشته دکتری با تعداد بالغ بر ۶۰۰۰ دانشجو در راستای اهداف برنامه‌ریزی شده به فعالیت خود ادامه می‌دهد.
در سال ۱۳۹۰ رشتهٔ ریزکرم‌شناسی یا نمادشناسی در مقطع کارشناسی ارشد برای نخستین بار در ایران و خاورمیانه توسط  استاد گروه گیاه پزشکی در دانشگاه یاسوج راه اندازی گردید و نخستین دانش‌آموخته این رشته در سال ۱۳۹۲ فارغ‌التحصیل شد.

سردرب دانشگاه دولتی یاسوج

تصاویر دانشگاه یاسوج

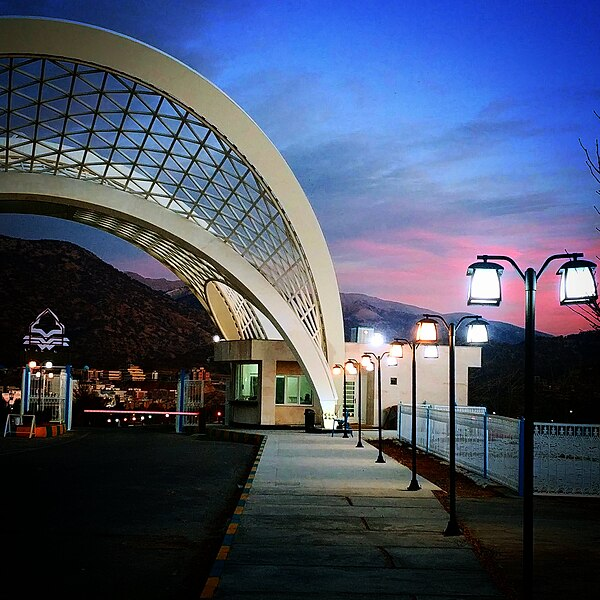
المان ورودی دانشگاه سراسری یاسوج

## روسای دانشگاه
- محسن عسکریان
- اردوان ارژنگ
- شاپور رمضانی
- محمودرضا رحیمی
- احمد عریان
- بهادر کرمی
- مهدی نوری‌پور[۵]

## دانشکده‌ها
- دانشکده ادبیات و علوم انسانی (علوم سیاسی، ادبیات، روان‌شناسی، اقتصاد، علوم تربیتی، زبان انگلیسی، الهیات، فلسفه، تاریخ و جغرافیا)
- دانشکده علوم پایه (ریاضیات، فیزیک، شیمی، زیست‌شناسی و آمار)
- دانشکده فنی مهندسی (مهندسی مکانیک، مهندسی شیمی، مهندسی مواد، مهندسی برق، مهندسی کامپیوتر و مهندسی عمران و مهندسی معماری)
- دانشکده هنر و معماری (درحال تاسیس)
- دانشکده کشاورزی
- دانشکده منابع طبیعی و جنگلداری
- دانشکده نفت و گاز در گچساران
- دانشکده صنعت و معدن در چرام